# Martin Öxle
Martin Öxle (* 1949) ist ein deutscher Koch.

## Werdegang
Nach seiner Ausbildung ging er 1980 nach Stuttgart und wechselte 1984 in das Restaurant top air am Stuttgarter Airport, das 1989 als weltweit erstes Restaurant in einem Flughafen mit einem Michelin-Stern ausgezeichnet wurde; von 2002 bis 2012 wurde es von Öxles ehemaligem Souschef Claudio Urru geführt.
1993 wechselte Öxle zum Restaurant Speisemeisterei im Schloss Hohenheim, ein ab 1818 als Mensa genutztes Kavaliersbaus. Auch hier erhielt er erst einen, 1996 dann den zweiten Michelinstern. Damit gehörte die Speisemeisterei über zehn Jahre zu den 12 besten Restaurants Deutschlands. Ende 2007 übergab er die Speisemeisterei an Frank Oehler.
Öxle leitete noch bis März 2009 das Bistro Ecco im SI-Centrum Stuttgart und danach die Gastronomie der dort befindlichen Spielbank. Dann ging er in den Ruhestand.

## Auszeichnungen
- 1989 Erster Michelin-Stern
- 1996 Zweiter Michelin-Stern
- L’Art de Vivre Ehrenpreis[5]

## Veröffentlichungen
- Martin Öxle: Speisemeister: Hommage an einen großen Koch. Seine besten Rezepte. Franckh-Kosmos Verlag, Oktober 2008, ISBN 978-3440115107.